# Más de lo que te imaginas
Más de lo que te imaginas es una exitosa canción interpretada por el dúo musical argentino The Sacados, incluida en su tercer álbum de estudio titulado Asunto chino (1994). Esta canción fue lanzada como el segundo sencillo oficial del disco y es una de las más exitosas de la agrupación así como el video oficial que se realizó y lanzó durante el año de 1995.

## Antecedentes y significado
Esta canción sería el parteaguas de éxitos en Latinoamérica, España y los Estados Unidos, donde del disco junto con las canciones "¿Te falta mucho?", "Lola" y un cover de Andrés Calamaro de la canción (Mil horas) se convirtieron en el gusto de adolescentes y jóvenes, asimismo alcanzando las listas de popularidad en México hacia 1995 y 1996, donde aparecieron enlistados con "Más de lo que te imaginas" en sus dos versiones (original y remix 95') al lado de artistas consagrados en aquel momento como Thalía, Fey, Sentidos Opuestos,  Jeans y La Onda Vaselina.La canción trata sobre una persona que extraña a su pareja romántica, en donde él se siente solo e imagina lo triste que debe estar también su pareja y desea y quiere llamarle, además está esperando ansiosamente que su pareja regrese a casa.
Apos más tarde obtuvo la posición 95 de Las 100 grandiosas canciones de los 90s en español de VH1.

## Promoción
En 2023 también la canción formó parte la gira musical 90's Pop Tour junto con otros de sus más grandes éxitos musicales, compartiendo escenario con otras bandas más como OV7, Magneto, Jeans y entre otros artistas más.